# Jablonica
Jablonica (deutsch Jablonitz(a) auch Apfelsdorf, ungarisch Jablánc – bis 1907 Jablonic) ist eine Gemeinde in der Westslowakei.

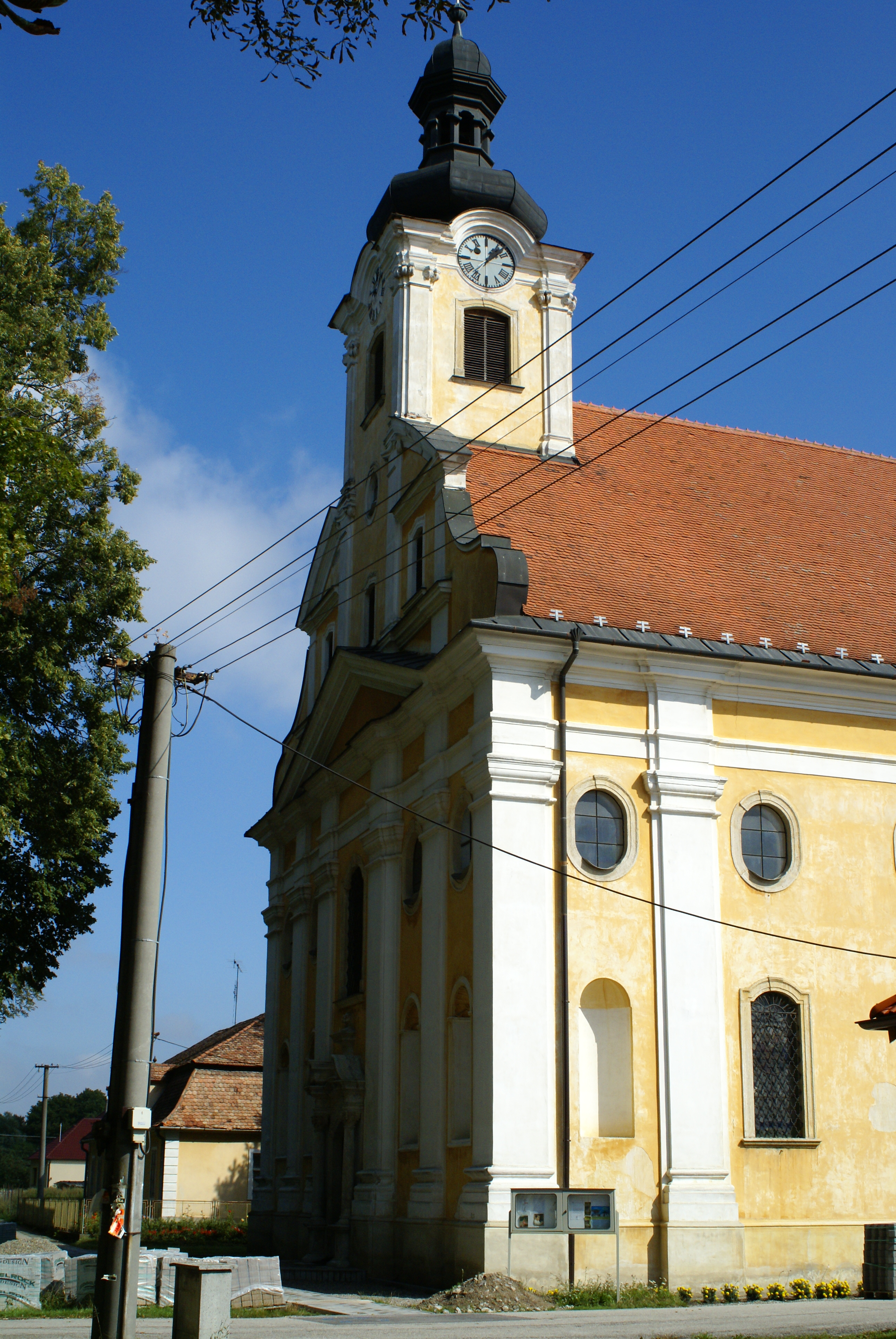
Kirche im Ort

## Lage
Sie liegt in der Region Záhorie am Fluss Myjava am Fuße der Kleinen Karpaten unter einem Pass, 10 km von Senica und 30 km von Trnava entfernt. Im westlich des Orts gelegenen Bahnhof Jablonica zweigt die Bahnstrecke Jablonica–Brezová pod Bradlom von der Bahnstrecke Trnava–Kúty ab.

## Geschichte
Der Ort wurde 1262 erstmals als villa Jobluncha erwähnt, er lag auf einem Handelsweg, der vom Königreich Ungarn bis nach Böhmen reichte. Der Name der Gemeinde stammt vom slowakischen Wort jabloň, das hinweist auf Holzapfelbäume in der Gegend.

## Bevölkerung
| Jahr                | 1994 | 2004    | 2014    | 2024    |
| ------------------- | ---- | ------- | ------- | ------- |
| Anzahl der Personen | 2264 | 2279    | 2254    | 2222    |
| Unterschied         |      | +0,66 % | −1,09 % | −1,41 % |

| Jahr                | 2023 | 2024    |
| ------------------- | ---- | ------- |
| Anzahl der Personen | 2223 | 2222    |
| Unterschied         |      | −0,04 % |